# غاريث مورغان (سياسي)
غاريث مورغان (بالإنجليزية: Gareth Morgan)‏ هو سياسي جنوب أفريقي، ولد في 22 مارس 1977 في كيب تاون في جنوب أفريقيا. نشط حزبياً في التحالف الديمقراطي. وقد انتخب عضو الجمعية الوطنية لجنوب أفريقيا.